# Blancafort (Os de Balaguer)
Blancafort és un despoblat del terme municipal d'Os de Balaguer (Noguera). Està situat prop de la riba esquerra de la Noguera Ribagorçana.
Fou municipi independent fins a mitjans del segle xix quan s'integrà a Tragó de Noguera. El 1964, amb la desaparició de Tragó, el terme de Blancafort va ser annexionat a Os de Balaguer.
El poble i la major part de les terres de l'antic terme estan sota les aigües del pantà de Canelles. L'ermita romànica de Sant Salvador, encara es pot observar quan les aigües de l'embassament ho permeten.